# Leonardo José
José María Aragonés Mateu (Tarragona, 21 de mayo de 1886-Urgel, 8 de agosto de 1936), más conocido como Leonardo José, fue un religioso católico español, de la Congregación de los Hermanos de La Salle, asesinado durante la persecución religiosa en medio de la Guerra Civil Española del siglo XX. Fue beatificado el 28 de octubre de 2007 por el papa Benedicto XVI, en el gran grupo de 498 mártires de la misma guerra.

## Biografía
José María Aragonés Mateu nació en Tarragona el 21 de mayo de 1886. Ingresó al seminario, pero fue orientado a seguir la vida religiosa, por ello pidió el ingreso a la Congregación de los Hermanos de las Escuelas Cristianas, más conocidos como Hermanos de La Salle. Inició su noviciado en Budejo (Burgos) en 1910, cambiando su nombre por el Leonardo José. Su primer destino fue a la población catalana de Berga. Más tarde fue trasladado al internado de Bonanova, en Barcelona (1914), y en 1922, fue nombrado subdirector del colegio.
Cuando sobrevino la persecución religiosa, durante el periodo de la Guerra Civil Española, Leonardo José ejercía la función de visitador del distrito, al interno de su congregación. Estando en la escuela de La Seo de Urgell, con otro hermano de La Salle, Dionisio Luis, el 7 de agosto de 1936, les pidieron el salvoconducto, fueron detenidos y fusilados por los milicianos al día siguiente, en el lugar llamado Baños de Sugrañes, cerca de Traveseras.

## Culto
Luego del asesinato de los dos religiosos, fueron enterrados por la población de Baños de Sugrañes, más tarde sus restos fueron exhumados para ser reconocidos.
Leonardo José fue beatificado por el papa Benedicto XVI, en la eucaristía celebrada en la plaza de San Pedro en ls Ciudad del Vaticano, junto a otros 497 mártires del siglo XX de España, entre los que se encontraban otros 57 hermanos de su congregación. Su fiesta se celebra en la Iglesia universal el 6 de noviembre, el martirologio lo registra el 8 de agosto y la congregación de La Salle le celebra el 10 de octubre.
Sus reliquias se veneran en San Martín Sasgayolas.